# Euthyme Tornikès
Euthyme Tornikès (en grec byzantin : Εὐθύμιος Τορνίκης/Τορνίκιος, ? -vers 1222) est un érudit byzantin ainsi qu'un ecclésiastique qui a composé plusieurs écrits. 

## Biographie
Membre de la famille des Tornikès, mentionnée pour la première fois au Xe siècle, il est le fils du logothète du drome Démétrios Tornikès. Il a notamment pour frère Georges Tornikès le Jeune, lui aussi rhéteur. Euthyme Tornikès apparaît comme diacre en 1191, dans un document à propos de la déposition du patriarche Dosithée de Jérusalem. Il est alors à la fin de la liste des archontes patriarcaux. Il disparaît ensuite jusqu'en 1200. Il est principalement connu pour ses discours rhétoriques, datés pour la plupart entre 1200 et 1205, principalement sous le règne d'Alexis III Ange (1195-1203), peu avant la prise de Constantinople par la quatrième croisade. Il compose notamment des discours élogieux pour l'empereur, dont l'un à propos de la révolte ratée de Jean Comnène le Gros en 1200 ou 1201, des monodies à propos de la mort de son père ou d'Euthyme Malakès, un proche ami et métropolite de Néopatras, un discours célébrant le retour d'une campagne d'Alexis III contre le rebelle Ivanko et un autre écrit peu après des échanges diplomatiques avec Suleiman II. Après la prise de Constantinople, il se rend d'abord en Eubée où il a des liens familiaux et apparaît dans une correspondance avec Michel Choniatès entre 1208 et 1217. Il rejoint ensuite le despotat d'Epire sur l'invitation de Jean Apocaunos, métropolite de Naupacte avec qui il a étudié. Il aurait été proposé pour devenir métropolite de Néopatras, sans résultat et meurt en Epire peu après 1222.
Jean Darrouzès a souligné le peu d'intérêt littéraire de ces textes, malgré quelques passages qu'il estime dignes d'intérêt, notamment le récit de la mort de Démétrios Tornikès. Il met aussi en exergue le peu de pertinence historique de ces mêmes textes, sauf à les confronter aux autres écrits de l'époque, comme ceux de Nicétas Choniatès ou de Nicéphore Chrysoberge. Il estime que sa culture littéraire et religieuse est relativement limitée, s'appuyant principalement sur la Bible et sur Homère. De son côté, Anthony Kaldellis a revalorisé cette source historique, aux côtés d'autres textes officiels, pour contrebalancer le récit très orienté de Nicétas Choniatès, principale source de l'histoire byzantine d'avant 1204 et qui souffre de biais parfois très forts, par exemple contre Alexis III.

## Sources
- Jean Darrouzès, « Notes sur Euthyme Tornikès, Euthyme Malakès et Georges Tornikès », Revue des études byzantines, vol. 23,‎ 1965, p. 148-167 (lire en ligne)
- Jean Darrouzès, « Les discours d'Euthyme Tornikès (1200-1205) », Revue des études byzantines, vol. 26,‎ 1968, p. 49-121 (lire en ligne)
- (en) Anthony Kaldellis, « The Chronology of the Reign of Alexios III Komnenos for the Years 1198-1202 AD and its Implications », Byzantina Symmeikta, vol. 32,‎ 2022, p. 59-82
- (en) Alexander Kazhdan (dir.), Oxford Dictionary of Byzantium, New York et Oxford, Oxford University Press, 1991, 1re éd., 3 tom. (ISBN 978-0-19-504652-6 et 0-19-504652-8, LCCN 90023208)